# Reto Baumgartner
Reto Baumgartner (* 28. April 1967) ist ein ehemaliger Schweizer Fussballspieler, der Ende der 1980er und Anfangs der 1990er Jahre tätig war. Seit dem 16. November 2020 ist er Vereinspräsident des FC Basel 1893.

## Karriere als Spieler
Baumgartner begann seine Karriere in der Jugend des FC Wettingen. Sein erstes Spiel für die Profimannschaft des FC Wettingen absolvierte er in der Saison 1984/85 der Nationalliga A, spielte jedoch weiterhin grösstenteils für die Jugendmannschaft.
Aufgrund des Angriffs auf den Schiedsrichter Bruno Klötzli während eines Nationalliga-A-Spiels gegen den FC Sion im Jahre 1989 erhielt Baumgartner eine 10-monatige Sperre. Baumgartners Vertrag mit dem FC Wettingen, welcher in dieser Zeit auslief, wurde nicht verlängert.
Für die Saison 1990/91 unterschrieb Baumgartner einen Vertrag beim FC Basel, welcher in der Nationalliga B spielte. Er spielte dort für vier Saisons, bis er dann 1994, nach dem erfolgreichen Aufstieg in die Nationalliga A, seine Karriere als Profifussballer beendete.

## Nach der aktiven Karriere
Nach seiner aktiven Fussballkarriere spielte Baumgartner eine Zeit lang Beachsoccer für das Schweizer Nationalteam, mit welchem er 2005 Europameister wurde.
Seit 2008 ist Baumgartner beim Verein FC Basel 1893, für den er bereits als Spieler tätig war. Am 16. November 2020 wurde er im Zuge der 126. Generalversammlung von den Mitgliedern mit 2382 von 2589 gültigen Stimmen als neuer Vereinspräsident gewählt und trat damit die Nachfolge von Bernhard Burgener an. 
Im Frühling 2021 übernahm Baumgartner dann auch die Führung der Verwaltungsräte der FC Basel 1893 AG sowie der FC Basel 1893 Holding AG. Ende Dezember 2021 wurde er als Verwaltungsratspräsident der FC Basel Holding AG durch David Degen wieder abgelöst. 

## Privatleben
Baumgartner besuchte von 1983 bis 1986 die Berufsschule in Baden als kaufmännischer Angestellter. Nach seiner professionellen Fussballkarriere arbeitete er als HR-Spezialist im Manor-Hauptquartier in Basel. Heute ist er als Direktor des Gewerbeverbands Basel-Stadt tätig.